# Конглтон
Конглтон — місто та цивільна парафія в унітарній владі Східного Чеширу в Чеширі, Англія. Місто розташоване на річці Дейн, за 34 км., на південь від Манчестера та 21 км., на північ від Сток-он-Трент. За даними перепису 2011 року, у ньому проживало 26 482 особи.

## Топоніміка
Походження назви міста невідоме. Перша зареєстрована згадка про нього була в 1282 році, коли воно писалося Congelton . Елемент Congle може мати відношення до давньоскандинавського kang, що означає вигин, за яким слідує давньоанглійський елемент tun, що означає поселення.

## Історія
Перші поселення в районі Конглтона були неолітичними. У місті знайдено артефакти кам’яної та бронзової доби. Колись вважалося, що Конглтон був римським поселенням, хоча археологічних чи документальних підтверджень цього немає. Конглтон став ринковим містом після того, як вікінги зруйнували сусідній Давенпорт.
У саксонський період містом володів Годвін, граф Вессекський. Місто згадується в Книзі судного дня, де воно вказано як Cogeltone: Bigot de Loges. Вільгельм Завойовник передав весь Чешир своєму племіннику графу Честеру, який побудував кілька укріплень, включаючи міський замок у 1208 році. У 13 столітті Конглтон належав родині де Лейсі. Генрі де Лейсі, третій граф Лінкольн, у 1272 році надав місту першу хартію, яка дозволяла проводити ярмарки та ринки, обирати мера та дегустатора елю, створювати гільдію купців і обезголовлювати відомих злочинців.
У 1451 році річка Дейн розлилася, зруйнувавши ряд будівель, міський млин і дерев'яний міст. Річку перевели, а місто відбудували на підвищенні.

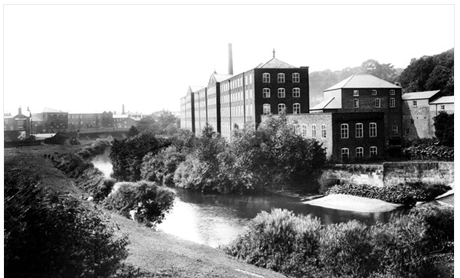
Старий млин і міський млин, фото 1902 р.; млин став нестабільним, і в 1923 році на цьому місці був побудований млин Ролдане. У 2003 році млин знесли, тут будують житлові будинки.

Король Едуард I дав дозвіл на будівництво млина. Конглтон став важливим центром виробництва текстилю, особливо шкіряних рукавичок і мережива У Конглтона була рання фабрика для метання шовку, Старий Млин, побудована Джоном Клейтоном і Натаніелем Паттісоном у 1753 році. Пізніше було більше млинів, а також пряли бавовну. Процвітання міста залежало від тарифів на імпортний шовк. Коли тарифи були скасовані в 1860-х роках, порожні млини були перетворені на різання фустіану. Обмежена галузь плетіння шовкової стрічки збереглася до 20-го століття, а ткані етикетки все ще вироблялися в 1990-х роках. Багато млинів збереглися як промислові чи житлові приміщення.
Конглтонська ратуша була спроектована в готичному стилі Едвардом Вільямом Годвіном. Його було завершено в 1866 році.
Конглтон обрала свою першу леді-мера в листопаді 1945 року.
Під час святкування 700-річчя Хартії Конглтона в 1972 році королева Єлизавета II відвідала Конглтон.

## Управління
Парламентський виборчий округ Конглтон — виборчий округ графства, представлений у Палаті громад парламенту Сполученого Королівства. До нього входять міста Конглтон, Альзагер, Холмс Чепел, Міддлвіч і Сендбах. Він обирає одного члена парламенту (МП) за мажоритарною системою виборів. Нинішнім депутатом є Фіона Брюс від Консервативної партії, попередньою посадою була Енн Вінтертон, яка сиділа в парламенті разом зі своїм чоловіком Ніколасом Вінтертоном, депутатом від сусіднього Маклсфілда. Після того, як у 2008 році вони були визнані винними в порушенні правил щодо витрат членів парламенту, вимагаючи орендної плати за другий будинок, що належить сімейному трасту, обидва залишили свої посади на загальних виборах 2010 року; у їхній спільній заяві однією з причин відходу назвали бурхливе політичне життя.

## Географія

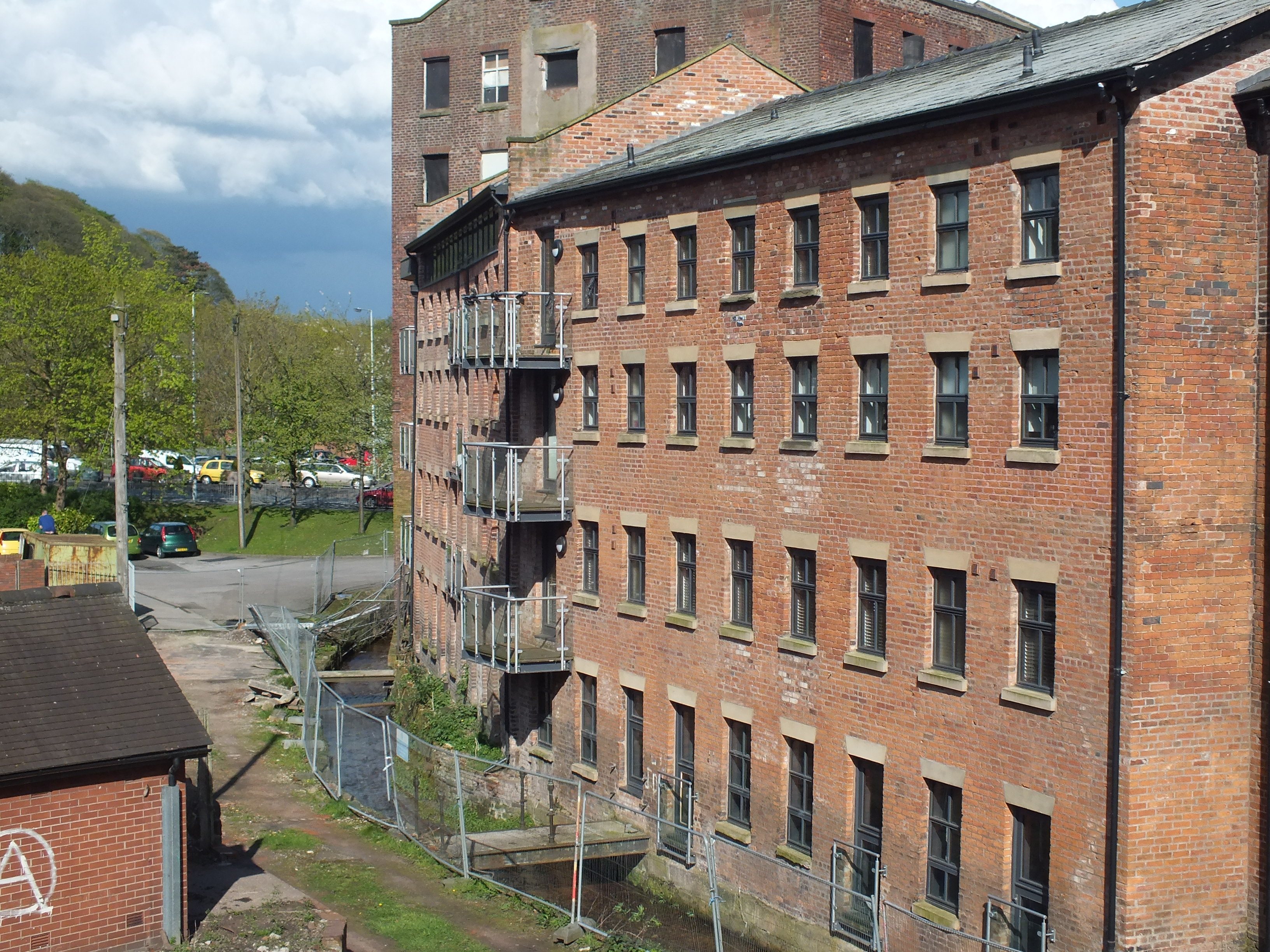
Брук Мілл, текстильна фабрика, яка була перетворена на житлові приміщення, на струмку, що веде до річки Дейн у центрі Конглтона. Позаду дерева на крутому північному березі

Мосслі іноді зараховують до заможнішої частини міста. Хайтаун знаходиться в Мосслі. Вест Хіт — маєток, побудований на початку 1960-х — початку 1980-х років. Нижній Хіт лежить на північ від міста. Там же знаходиться центр міста. Конглтон знаходиться в долині річки Дейн. На південь від міста лежить зелений простір, відомий місцевим жителям як Priesty Fields, який утворює зелений коридор прямо в центр міста – рідкість для англійських міст. Фольклор свідчить, що Присті-Філдс отримав свою назву, оскільки в місті не було жодного священика, який виконував богослужіння. Найближчий священик знаходився в сусідньому селі Астбері. Кажуть, що священик йшов стародавньою середньовічною стежкою, яка пролягала між полями парафіяльної церкви в Естбері та церкви Святого Петра в Конглтоні. 

## Економіка
Основні галузі промисловості Конглтона включають виробництво подушок безпеки та м'ячів для гольфу. Поблизу міста розташовані заводи легкого машинобудування, а на Чеширській рівнині ведеться видобуток піску.
Однією з найвидатніших галузей промисловості протягом дев'ятнадцятого століття і далі була Берісфорд Ріббонс, заснована в 1858 році. Його заснували Чарльз Берісфорд і його брати Френсіс і Вільям. Брати орендували частину Victoria Mill у Foundry Bank, володіючи всією фабрикою до 1872 року. До 1898 року компанія мала офіси в Лондоні, Манчестері, Лідсі та Брістолі.
Ринок Конглтон працює щовівторка та щосуботи від Центру Bridesstones

## Культура

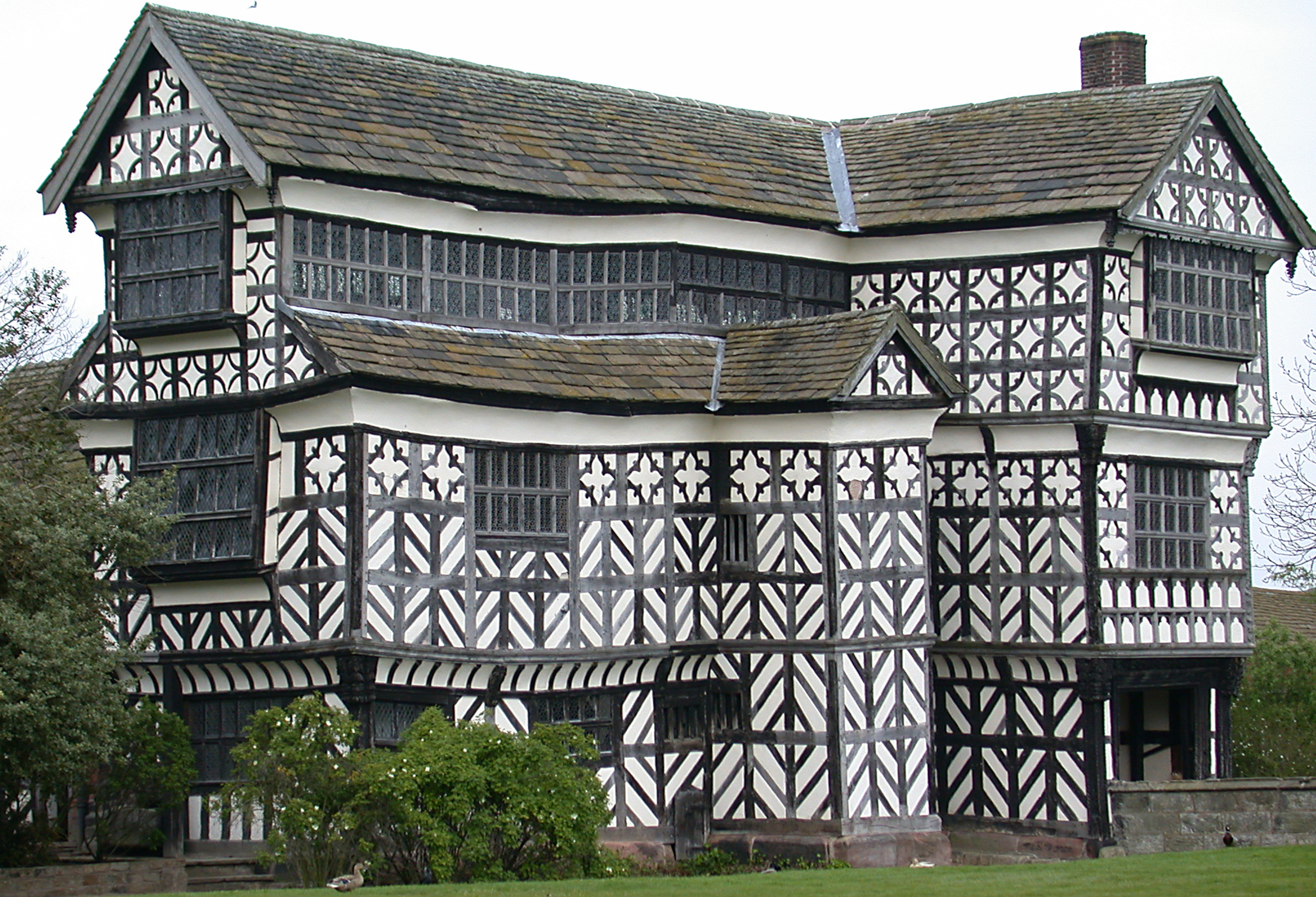
Літл-Мортон-Холл, 6,4 км на південний захід від Конглтона

Будинок національного фонду Тюдорів у Літл-Моретон-Холл знаходиться за 6,4 км на південний захід від смт.
Парк Конглтон розташований уздовж берегів річки Дейн, на північний схід від центру міста. Таун Вуд, на північній околиці парку, є місцем біологічного інтересу класу А та містить багато національно важливих рослин.  Басейн Congleton Paddling Pool був побудований у 1930-х роках і відкритий у літні місяці. Заміський парк Астбері -Мір розташований на південний захід від центру міста, на місці колишнього піщаного кар’єру. Озеро використовується для риболовлі та вітрильного спорту, і, незважаючи на свою назву, воно фактично знаходиться в районі Вест-Хіт Конглтона, а межа між парафіями Конглтон і Ньюболд-Астбері проходить далі на південь.
На Парк-роуд розташований незалежний театр Danaside Theatre на 300 місць. Оперний театр Clonter на 400 місць розташований у селі Світтенхем Хіт, 8 км., на північ від Конглтона. Хорове товариство Конглтона, засноване в 1971 році, є змішаним хором, який регулярно виконує хорові твори в ратуші Конглтона та інших місцях міста.

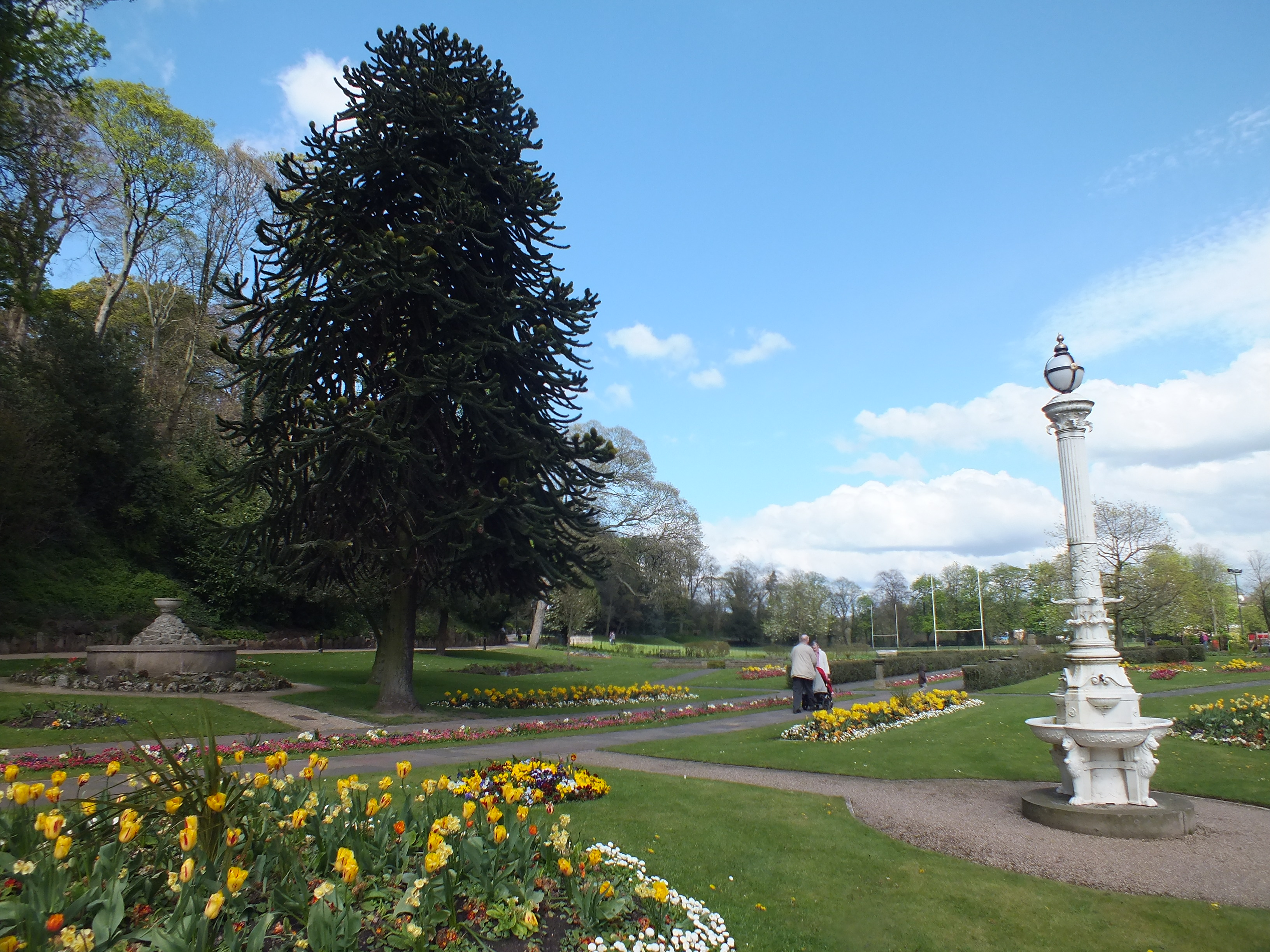
Парк Конглтон від Ювілейного павільйону

Місто також щорічно проводить фестиваль їжі та напоїв, який рекламує місцеві продукти/кухню, а також фестиваль джазу та блюзу, на якому виступають виконавці з усієї Великої Британії. У 2019 році Конглтон провів свій перший щорічний прайд.

## Спорт
Місцева футбольна команда «Конглтон Таун ФК», відома як «Ведмеді», грає в Лізі північно-західних графств. Їхня територія знаходиться на Бут-стріт.

## Транспорт

### Залізниця

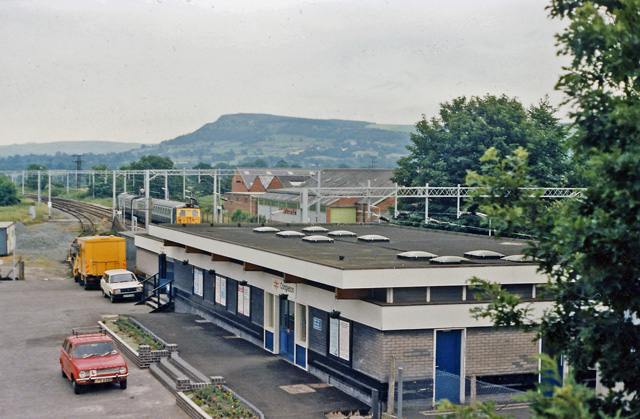
Залізнична станція Конглтон у 1986 році

Залізнична станція Конглтон була відкрита Північно-Стаффордширською залізницею 9 жовтня 1848 року. Він розташований на відгалуженні Стаффорд-Манчестер головної лінії Західного узбережжя. Між Манчестер Пікаділлі та Сток-он-Трент зазвичай є щогодинна зупинка, менше по неділях, потяги яких обслуговує Northern.